# Царевский, Михаил Михайлович
Михаи́л Миха́йлович Царе́вский (7 [19] марта 1898, Лович, Варшавская губерния — 29 июля 1963, Москва) — видный организатор советского промышленного строительства. Генерал-майор инженерно-технической службы (1943), Герой Социалистического Труда (1949), лауреат Сталинской премии первой степени (1951).

## Биография
Родился 7 (19) марта 1898 года в городе Лович Варшавской губернии в семье потомственных военных.
В 1912 году окончил ремесленно-приходскую школу в Калуге.
В начале Первой мировой войны был взят на фронт, воевал солдатом в составе Павлоградского гусарского полка. Позднее, окончив военно-фельдшерскую школу в Москве, остался в императорской армии. В 1917 году стал членом партии большевиков.
С началом Гражданской войны работал в Тамбовской ЧК. В составе кавалерийского отряда выезжал на Восточный фронт, занимал должности командира взвода и эскадрона, был ранен. В этот период познакомился с И. В. Сталиным, которого неоднократно сопровождал в поездках по линии фронта в районе Воткинска, Ижевска, Перми. В 1922 году был назначен командиром особого кавалерийского дивизиона войск ВЧК.
Позднее был переведён в столицу и назначен помощником командующего войск ВЧК Московского военного округа. Имел личные командировки особого назначения от Ф. Э. Дзержинского в Литву и Белоруссию. После их успешного выполнения получил благодарность от Дзержинского. В 1925 году демобилизовался.

### Начало промышленно-строительной деятельности
Проработав некоторое время инспектором в Центральном бумажном тресте в Москве, был назначен помощником начальником строительства бумажной фабрики в городе Балахне Горьковской области. В 1928 году Царевский возглавил строительство фабрики, потом руководил строительством Горьковского автомобильного завода.
В 1930 году был назначен начальником строительства автозавода в Нижнем Тагиле. Закончил строительство за рекордно короткий срок — 1 год и 8 месяцев, за что был награждён в 1934 году орденом Ленина. Одновременно с 1931 года возглавлял трест «Тагилстрой», объединявший все тагильские стройки. В 1936 году на тресте организовал новый метод строительства крупного производства, который заключался в обеспечении строительных объектов готовым бетоном, раствором, арматурой, а также щитами опалубки с централизованных цехов и заводов.
В марте 1936 года возглавил строительство Большого Центрального аэрогидродинамического института имени Н. Е. Жуковского в Москве, завершив его через полтора года.
С 1937 года, будучи управляющим треста «Кольстрой», строил Мончегорский медно-никелевый комбинат, работал начальником «Севоборонстроя». В апреле 1939 года за самоотверженный труд в развитии цветной металлургии был награждён вторым орденом Ленина.

### Во время войны
Накануне и в первые месяцы Великой Отечественной войны возглавлял строительство комбината цветной металлургии и оборонительных сооружений Северного фронта.
С ноября 1941 года по февраль 1942 года — командующий 2-й сапёрной армией.
С 19 марта 1942 года по 17 апреля 1943 года возглавлял строительство Актюбинского ферросплавного завода НКВД СССР (Актюбинск).
С апреля 1943 по 1946 год являлся начальником ИТЛ «Тагиллаг» и управления строительства «Тагилстроя» НКВД СССР (г. Нижний Тагил). За это время строил предприятия чёрной металлургии, полигон для танков. Наиболее значительным успехом стало строительство двух коксовых батарей и доменной печи № 3, построенной за рекордно короткие сроки — 9 месяцев (печь была пущена 26 апреля 1944 года).
С не меньшими темпами под руководством генерала Царевского (звание генерал-майор инженерно-технической службы ему было присвоено 22 февраля 1943 года) в Нижнем Тагиле было осуществлено строительство ряда цехов и агрегатов, в результате производственные мощности по коксу выросли в два раза, по чугуну — на треть, по стали — в 3,6 раза, по прокату — в 4 раза.

### Послевоенное строительство
С 1947 по 1950 год возглавлял строительство атомной промышленности в Челябинске-40 (г. Озёрск), первенец советской атомной промышленности — комбинат «Маяк». Атомный промышленный комплекс для наработки оружейного плутония строился военными строителями, заключёнными, а также бывшими трудмобилизованными из Средне-Азиатского военного округа и немцами, переведёнными из управления ИТЛ и строительства «Челябметаллургстрой» (в том числе немцами из Поволжья, европейской части России, Северного Кавказа, Крыма и восточных районов Украины). 29 августа 1949 года на Семипалатинском полигоне состоялось испытание первой советской ядерной бомбы РДС-1, а 29 октября Михаилу Царевскому, как и другим специалистам, воплотившим урановый проект в жизнь, Указом Президиума Верховного Совета СССР было присвоено звание Героя Социалистического Труда.
В 1950—1953 годы, будучи заместителем начальника Главного управления лагерей промышленного строительства/Главпромстроя МВД СССР, руководил строительством горно-химического комбината в Красноярске-26, потом возглавлял стройки в Томске-7, Дубне, Протвино. Михаил Царевский руководил многими стройками, в том числе в Подмосковье, в Сибири и Эстонии, комбинат № 7 (Нарва и Силламяэ).
В автомобильной поездке у генерала случился инсульт. Медицинская помощь, оказанная в подольском госпитале, не дала положительного результата. Похоронен на Новодевичьем кладбище в Москве.

## Память
Именем Царевского названы улицы в Мончегорске, Северске, Озёрске, Железногорске (Красноярск-26); общеобразовательная школа № 93 в Железногорске.

## Награды
- Герой Социалистического Труда (29.10.1949),
- пять орденов Ленина (27.03.1934, 26.04.1939, 16.05.1945, 29.10.1949, 1956),
- два ордена Красного Знамени (21.02.1942, 30.04.1954),
- Орден Трудового Красного Знамени (1943),
- два ордена Красной Звезды (20.01.1944, 30.01.1951),
- Медаль «За боевые заслуги» (15.01.1945),
- Другие медали СССР,
- Сталинская премия первой степени (1951) — за успешное руководство строительством предприятий атомной промышленности